# Tomás Antônio Gonzaga

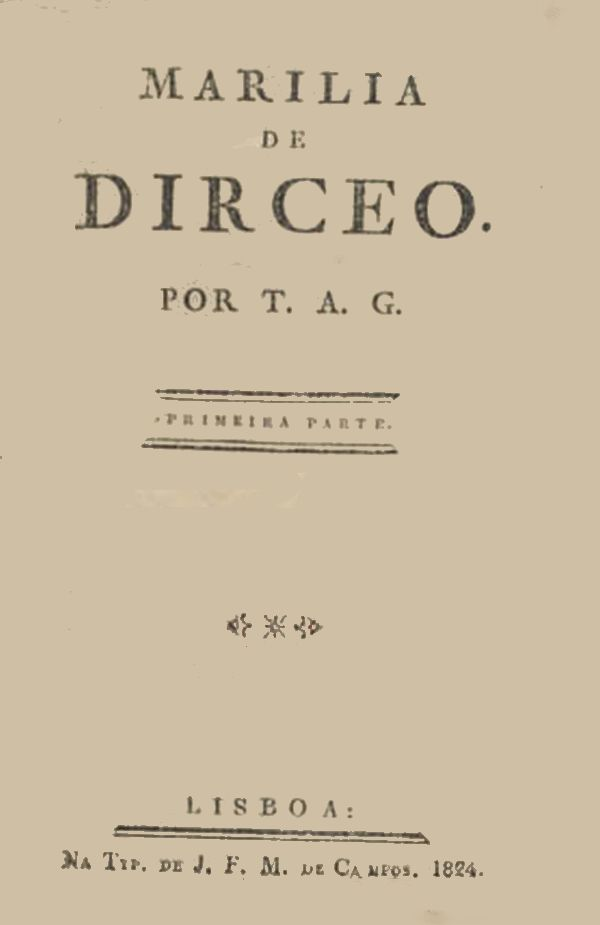
Marília de Dirceo, en av Gonzagas böcker.

Tomás Antônio Gonzaga, född den 11 augusti 1744 i Oporto, död i februari 1810, var en portugisisk skald. 
Gonzaga studerade 1763–1768 juridik i Coimbra och beklädde sedan åtskilliga juridiska ämbeten i Brasilien. Beskylld för att ha deltagit i Minas-Geraes-sammansvärjningen, blev han, fastän oskyldig, 1792 dömd till förvisning för livstiden till Pedras de Angoche på Afrikas östkust. Detta straff mildrades visserligen till tioårig förvisning till Moçambique, men vistelsen där vållade honom obotligt vansinne. Hans dikter utkom under titeln Marilia de Dirceu (1799; bästa upplagorna är från 1845 och 1862) och är uteslutande kärleksdikter, riktade till Marilia Maria Joaquina de Seixas). Den populära diktsamlingen är utmärkt av innerlig känsla, behag och stor formell förtjänst.